# Ismael Rodríguez (Fußballspieler)
Ismael Rodríguez (* 10. Januar 1981 in Ciudad Madero, Tamaulipas) ist ein ehemaliger mexikanischer Fußballspieler auf der Position eines Verteidigers.

## Laufbahn

### Vereine
Seinen ersten Profivertrag erhielt Rodríguez beim Erstligisten CF Monterrey. Bevor er in dessen erste Mannschaft aufgenommen wurde, musste er allerdings erst einmal Spielpraxis bei dessen in der zweiten Liga spielenden Farmteam Saltillo Soccer sammeln, für das er in der letzten Spielzeit dessen Bestehens in der Primera División 'A' spielte. Anschließend wurde er in die erste Mannschaft des CF Monterrey aufgenommen, mit der er in der Clausura 2003 die mexikanische Fußballmeisterschaft gewann.
Im Sommer 2005 wechselte er zum amtierenden Meister Club América, für den er bereits im am 27. Juli 2005 ausgetragenen Supercupfinale gegen den Hauptstadtrivalen UNAM Pumas (2:1) zum Einsatz kam und somit seinen ersten Titel mit den Águilas gewann. Im Jahr darauf gewann er mit América auch den CONCACAF Champions’ Cup 2006.
Im Sommer 2010 wechselte Rodríguez zu den Gallos Blancos Querétaro, für die er allerdings nur zwei Einsätze absolvierte. Anschließend spielte er noch für den CD Irapuato in der zweiten Liga und beendete seine aktive Laufbahn 2014 beim CD Águila in El Salvador.

### Nationalmannschaft
Seinen ersten Einsatz für die mexikanische Nationalmannschaft absolvierte Rodríguez in einem am 15. Oktober 2003 ausgetragenen Testspiel gegen Uruguay, das 0:2 verloren wurde.
Zu fünf weiteren Länderspieleinsätzen kam Rodríguez im Sommer 2009, als er unter anderem die drei Vorrundengruppenspiele sowie das Viertelfinale gegen Haiti (4:0) im Rahmen des CONCACAF Gold Cup 2009 bestritt, den Mexiko am Ende durch einen 5:0-Finalsieg gegen den Erzrivalen USA gewann.

## Erfolge

### Verein
- Mexikanischer Meister: Clausura 2003
- Mexikanischer Supercup: 2005
- CONCACAF Champions’ Cup: 2006

### Nationalmannschaft
- CONCACAF Gold Cup: 2009